# 1973年爐霍大地震
1973年炉霍大地震，是1973年2月6日发生於四川省炉霍县雅德的7.9级地震。地震损失严重，死亡2175人，受伤2756人。
此次地震震中烈度Ⅹ度,震源深度17公里。这次地震发生在川西印支期的甘孜－阿坝褶邹带内的炉霍－道孚断裂带上。断裂带呈北50o西方向展布，沿断裂带有中、基性岩侵入，具有深断裂特征。断裂带上新构造活动十分显著，沿此断裂带历史上曾发生过多次强震。